# Отіліо Улате Бланко
Луїс Рафаель де ла Тринідад Отіліо Улате Бланко (ісп. Luis Rafael de la Trinidad Otilio Ulate Blanco; 25 серпня 1891 — 10 жовтня 1973) — костариканський політик, двадцять восьмий президент Коста-Рики.

## Політична кар'єра
Від 1926 до 1934 року був депутатом Законодавчої асамблеї. 1942 року обіймав посаду муніципального радника в Сан-Хосе. Окрім того працював журналістом, редактором газети La Tribuna та власником Diario de Costa Rica, через які просував свої політичні погляди.
На президентських виборах 1948 року був основним суперником Рафаеля Анхеля Кальдерона Ґвардії. Після того як виборчий трибунал оголосив переможцем Улате Бланко експрезидент Кальдерон відмовився визнавати результати виборів, заарештувавши переможця. Однак, після втручання представників католицької церкви й посла США Улате Бланко був звільнений.
Після приходу до влади Установчої хунти на чолі з Хосе Фіґуересом Феррером і проведення низки революційних реформ, владу передали Улате Бланко.
За свого врядування він залишив чинними більшість законів, ухвалених Установчою хунтою, внісши до них лише незначні корективи. Поступово було відновлено діяльність лівої партії Національний авангард Коста-Рики, відроджено профспілковий рух. Високі ціни на каву на світових ринках надали президенту можливість фінансувати громадські роботи та реалізувати деякі амбітні проєкти, наприклад будівництво гідроелектростанції на річці Ревентасон, було розпочато будівництво міжнародного аеропорту. Було створено Національну раду з виробництва, що встановила мінімальні закупівельні ціни на сільгосппродукцію. Адміністрація Улате Бланко провела низку успішних адміністративних й економічних реформ: було засновано Центральний банк Коста-Рики та Рахункову палату, прийнято закон про державну службу, запроваджено митний збір тощо.
Однак його стосунки з Фіґуересом Феррером різко погіршились. Оскільки костариканська Конституція забороняє обіймати посаду голови держави впродовж двох термінів поспіль, а у партії Національний союз не було іншого сильного кандидата, новим президентом був обраний Фіґуерес Феррер.
1962 року Улате Бланко невдало балотувався на посаду президента, а від 1970 до 1971 року був послом Коста-Рики в Іспанії.